# فرودگاه کامپتون ارگون
فرودگاه کامپتون ارگون (به انگلیسی: Compton Airport (Oregon)) یک فرودگاه خصوصی است که یک باند فرود چمن دارد و طول باند آن ۶۰۹ متر است. این فرودگاه در شهر کنبی، اورگن کشور ایالات متحده آمریکا قرار دارد و در ارتفاع ۴۸ متری از سطح دریا واقع شده‌است.